# Gare de Sucy - Bonneuil
Pour les articles homonymes, voir Sucy et Sucy-en-Brie.
La gare de Sucy - Bonneuil est une gare ferroviaire française de la commune de Sucy-en-Brie, dans le département du Val-de-Marne, en région Île-de-France.
C'est une gare de la Régie autonome des transports parisiens (RATP), desservie par les trains de la ligne A du RER.

## Situation ferroviaire
Établie à 38 mètres d'altitude, la gare de bifurcation de Sucy - Bonneuil est située au point kilométrique (PK) 19,424 de la ligne de Paris-Bastille à Marles-en-Brie, sur le tronçon utilisé par la ligne A du RER d'Île-de-France, entre les gares de La Varenne - Chennevières et de Boissy-Saint-Léger.
Elle est également située au PK 76,885 de la ligne de la grande ceinture de Paris et elle est l'aboutissement, au PK 21,279 de la ligne de Bobigny à Sucy - Bonneuil.

## Histoire
La gare de Sucy - Bonneuil est mise en service le 5 septembre 1872 par la compagnie des chemins de fer de l'Est, lorsqu'elle ouvre à l'exploitation le tronçon depuis La Varenne du prolongement concédé jusqu'à Boissy-Saint-Léger de sa ligne de « Vincennes ». Elle devient une gare de passage le 9 juillet 1874 lors de l'ouverture du tronçon suivant jusqu'à Boissy-Saint-Léger.
Elle se situe sur la ligne de Grande Ceinture où un service de voyageurs est assuré du 16 juillet 1877, avec l'ouverture de la section de Noisy-le-Sec à Juvisy, jusqu'au 15 mai 1939, quand cesse le trafic sur la section nord comprise entre Versailles et Juvisy  via Argenteuil.
Elle marque aussi le terminus de la ligne de Bobigny à Sucy - Bonneuil dite de « Grande ceinture complémentaire », qui ouvre au trafic des marchandises le 7 septembre 1928 et au service des voyageurs le 1er mars 1932. Seuls circulent deux trains quotidiens dans chaque sens entre Noisy-le-Sec et Juvisy via Argenteuil et Versailles. Mais les nouvelles gares de la Ligne complémentaire se révèlent vite disproportionnées vu leur faible fréquentation. Le trafic des voyageurs cesse le 15 mai 1939. Un fort trafic de fret se poursuit sur cette ligne.
L'actuelle gare du RER ouvre en 1969, après la transformation de la ligne de Vincennes en ligne du Métro régional. Elle porte le nom des communes de Sucy-en-Brie et de Bonneuil-sur-Marne. Elle est desservie par les trains de la ligne A du RER parcourant la branche A2 de Boissy-Saint-Léger.
La passerelle piétonne de la gare est rénovée en 2009.
Le 10 septembre 2011, la gare devient le terminus oriental de la nouvelle ligne de bus en site propre 393, nom commercial du projet de transport en commun en site propre (TCSP) « Pompadour - Sucy-Bonneuil », reliant cette gare à Thiais - Carrefour de la Résistance. Cette ligne remplace l'ancienne ligne 393 qui reliait cette gare à la station de métro Villejuif - Louis Aragon, terminus d'une des deux branches de la ligne 7 du métro de Paris.
Depuis janvier 2017, à la suite de l'extension par Epamarne de son périmètre d'intervention en matière d'aménagement, qui inclut dorénavant la commune de Sucy-en-Brie, la gare de Sucy - Bonneuil dessert la ville nouvelle de Marne-la-Vallée, dans le secteur 1 de Métropole du Grand Paris. Elle est la seule gare de la branche de Boissy-Saint-Léger desservant la ville nouvelle éponyme.

## Fréquentation
En 2021, selon les estimations de la RATP, 1 993 503 voyageurs sont entrés dans cette gare, ce qui la place en 40e position des gares de RER exploitées par la RATP pour sa fréquentation.

## Service des voyageurs

### Accueil
La gare dispose d'un guichet ouvert tous les jours ainsi que de distributeurs automatiques de titres de transport.

### Accès
La gare dispose de trois accès : 
- l'accès no 1 « place de la Gare » ;
- l'accès no 2 « portes de Sucy » ;
- l'accès no 3 « allée La Pérouse ».

Accès à la gare
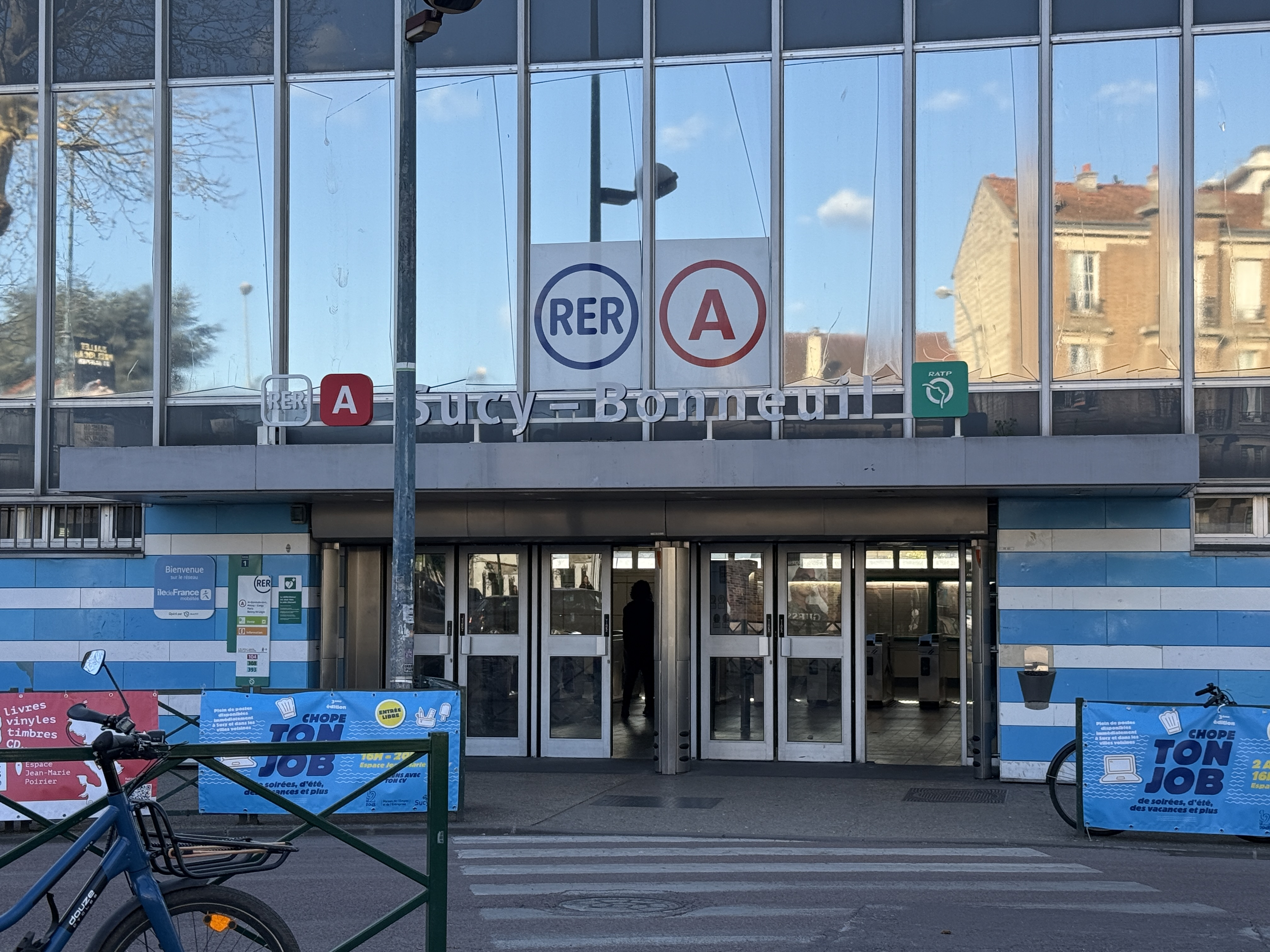
L'accès no 1 « Place de la Gare ».
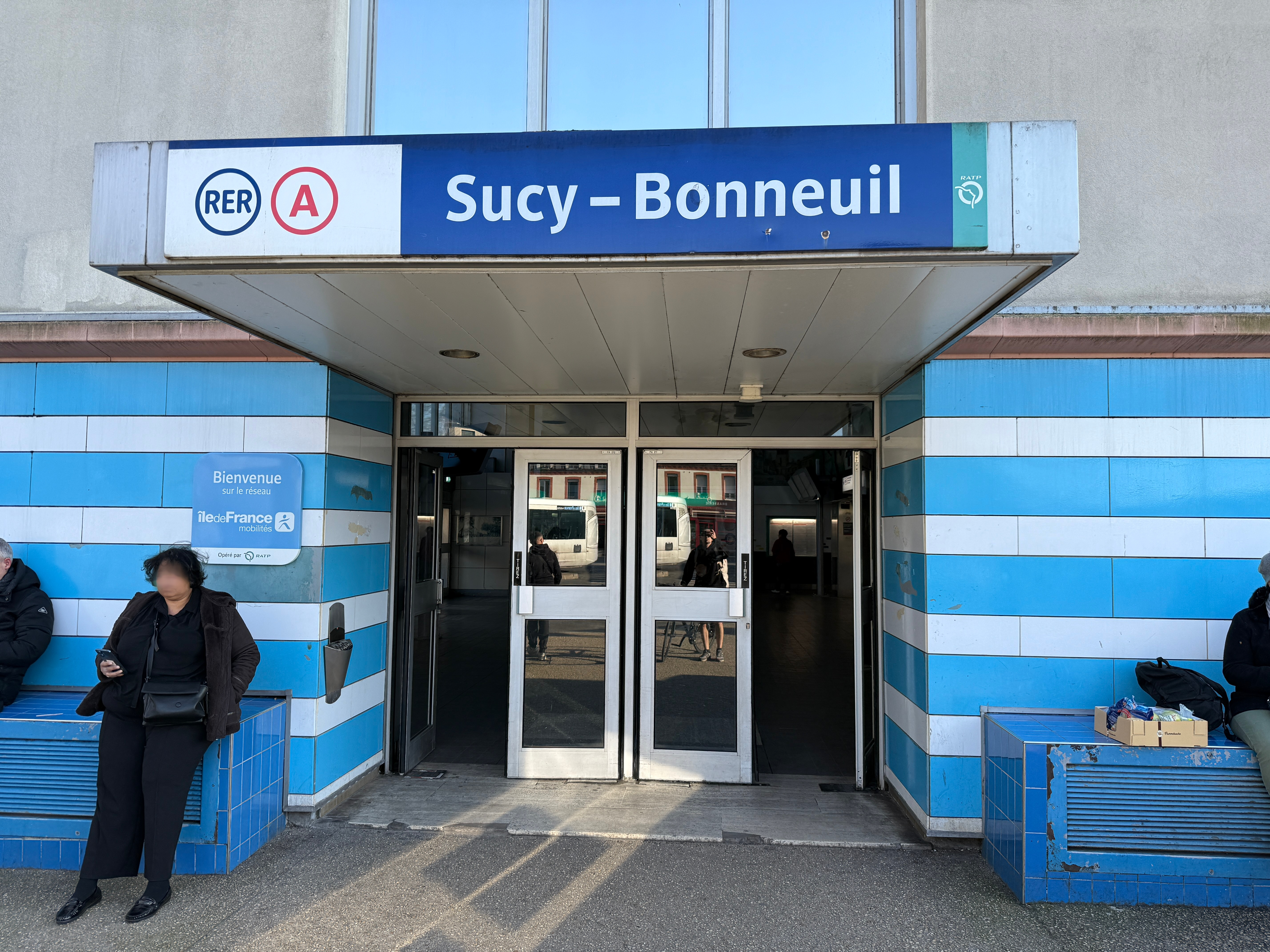
L'entrée secondaire de l'accès no 1.
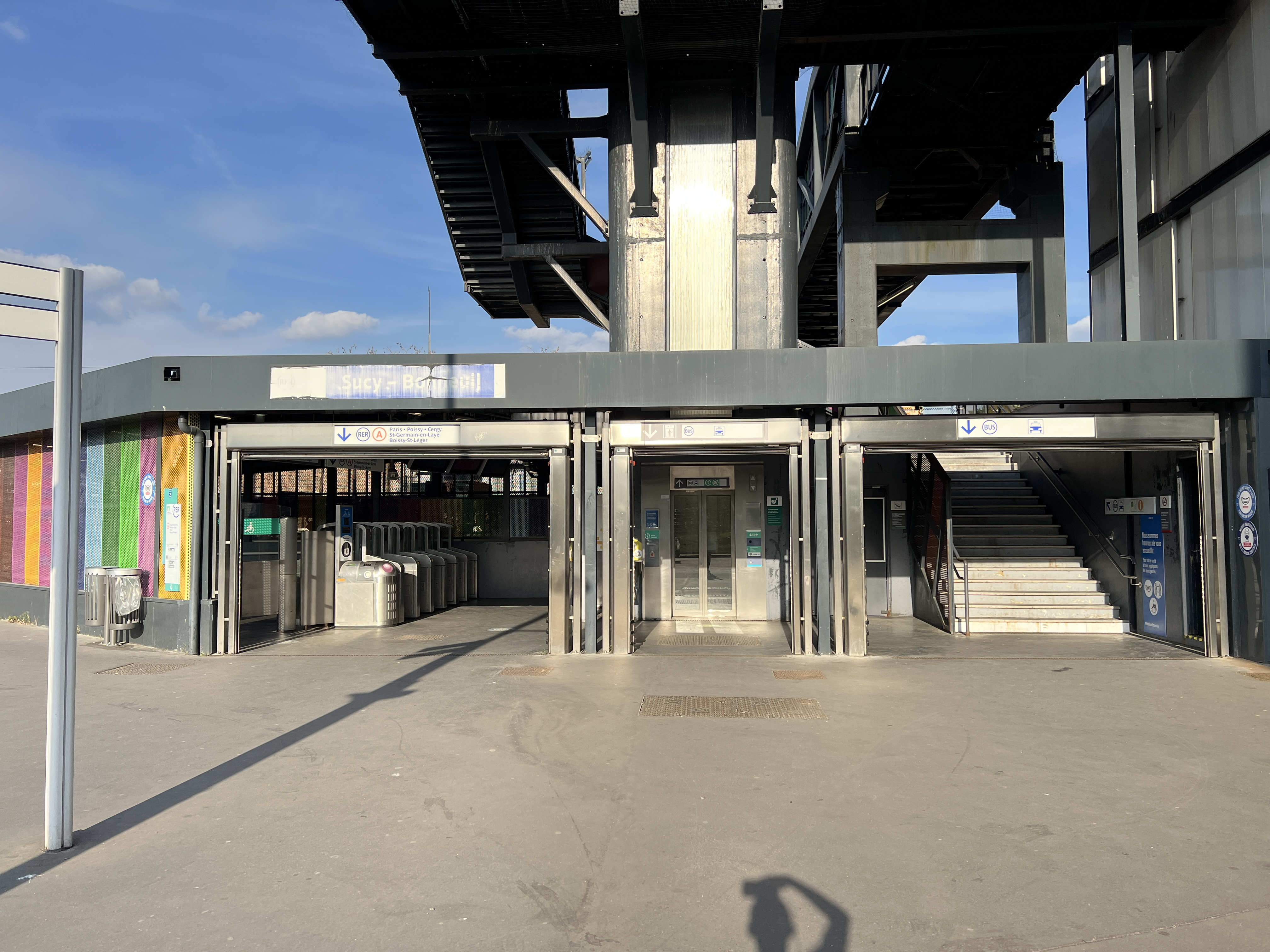
L'accès no 2 « Portes de Sucy ».
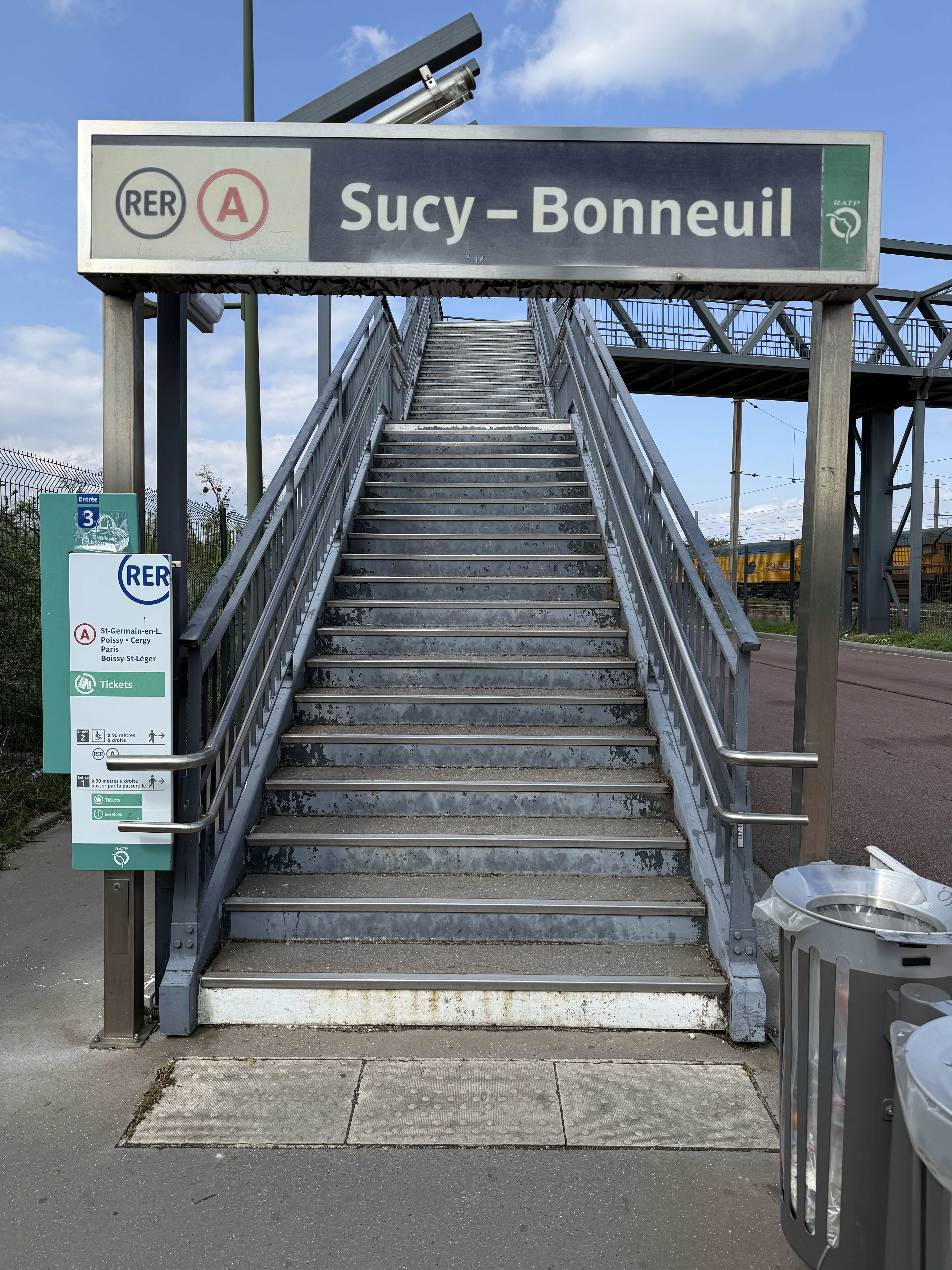
L'accès no 3 « Allée La Pérouse ».

### Desserte
Depuis le 10 décembre 2017, la desserte de Sucy - Bonneuil est modifiée et renforcée en direction de la banlieue (Boissy-Saint-Léger) et vers Paris.
Aux heures creuses circulent :
- un train toutes les huit à douze minutes du lundi au vendredi (en provenance et à destination de Cergy-le-Haut) ;
- un train toutes les dix minutes le week-end et les jours fériés (en provenance et à destination de Saint-Germain-en-Laye) ;
- un train toutes les quinze minutes en été[13] (en provenance et à destination de Cergy-le-Haut ou de Poissy).

Aux heures de pointe, la desserte est renforcée avec :
- un train toutes les quatre à sept minutes, soit dix trains par heure, au lieu de six trains auparavant, en période scolaire ;
- un train toutes les six minutes en été et pendant les vacances de fin d'année[13], au lieu d'un train toutes les 12 minutes, soit cinq trains par heure auparavant[14].

Vers Paris, aux heures de pointe, les trains sont à destination de Cergy-le-Haut ou de Poissy.
Tous les jours, en soirée, il y a un train toutes les quinze minutes. Les trains sont en provenance et à destination de Cergy-le-Haut ou de Poissy, du lundi au vendredi ; le week-end et les jours fériés, les trains sont en provenance et à destination de Saint-Germain-en-Laye.

### Intermodalité
La gare est desservie par les lignes 431, 432, 433, 434, 435, 436, 439, 440, 441 et 443 du réseau de bus Marne et Seine, la ligne 103 du réseau de bus SITUS, par les lignes 104, 308 et 393 du réseau de bus RATP et par la ligne N32 du service de bus de nuit Noctilien.

## Galerie de photographies

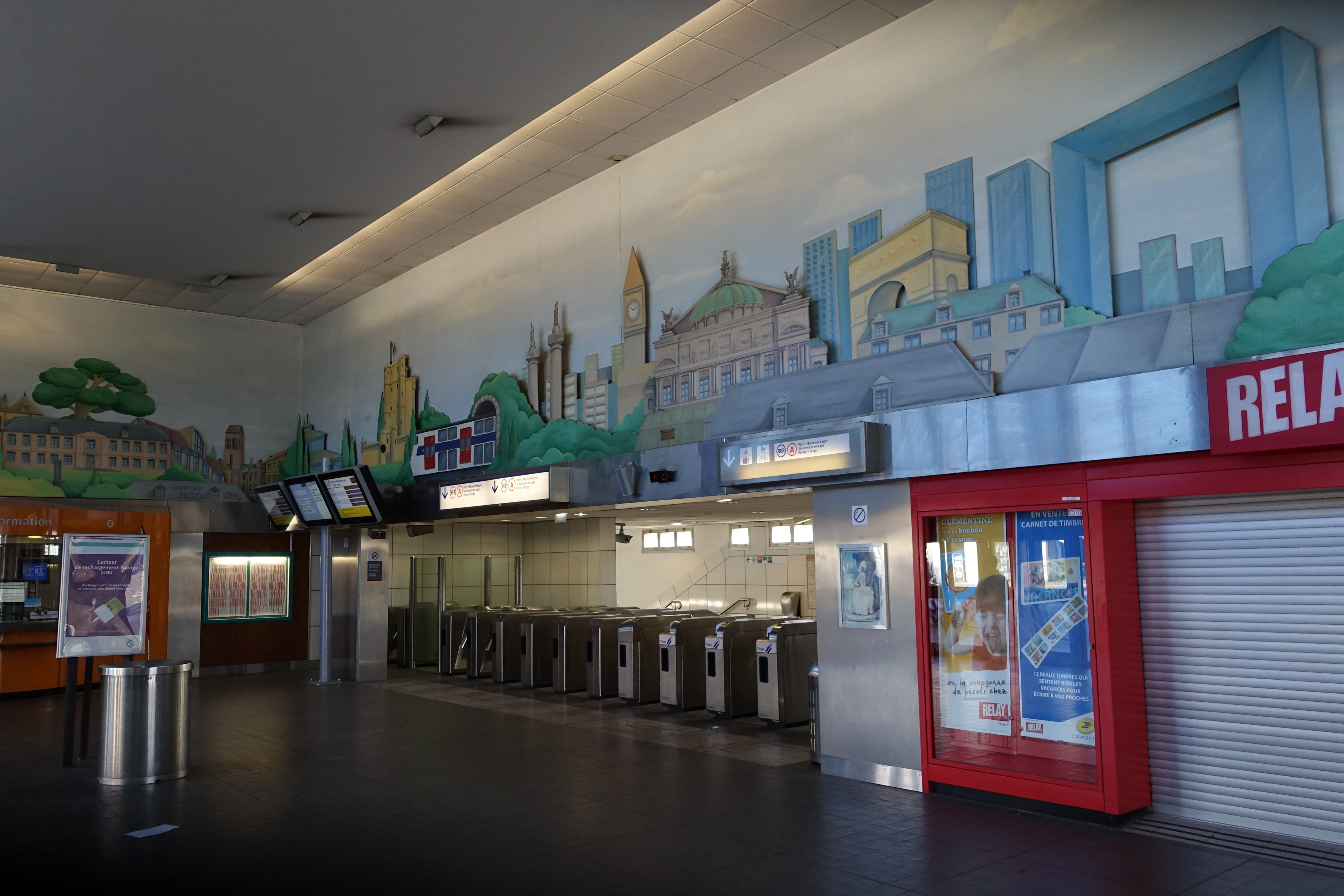
Hall de la gare.
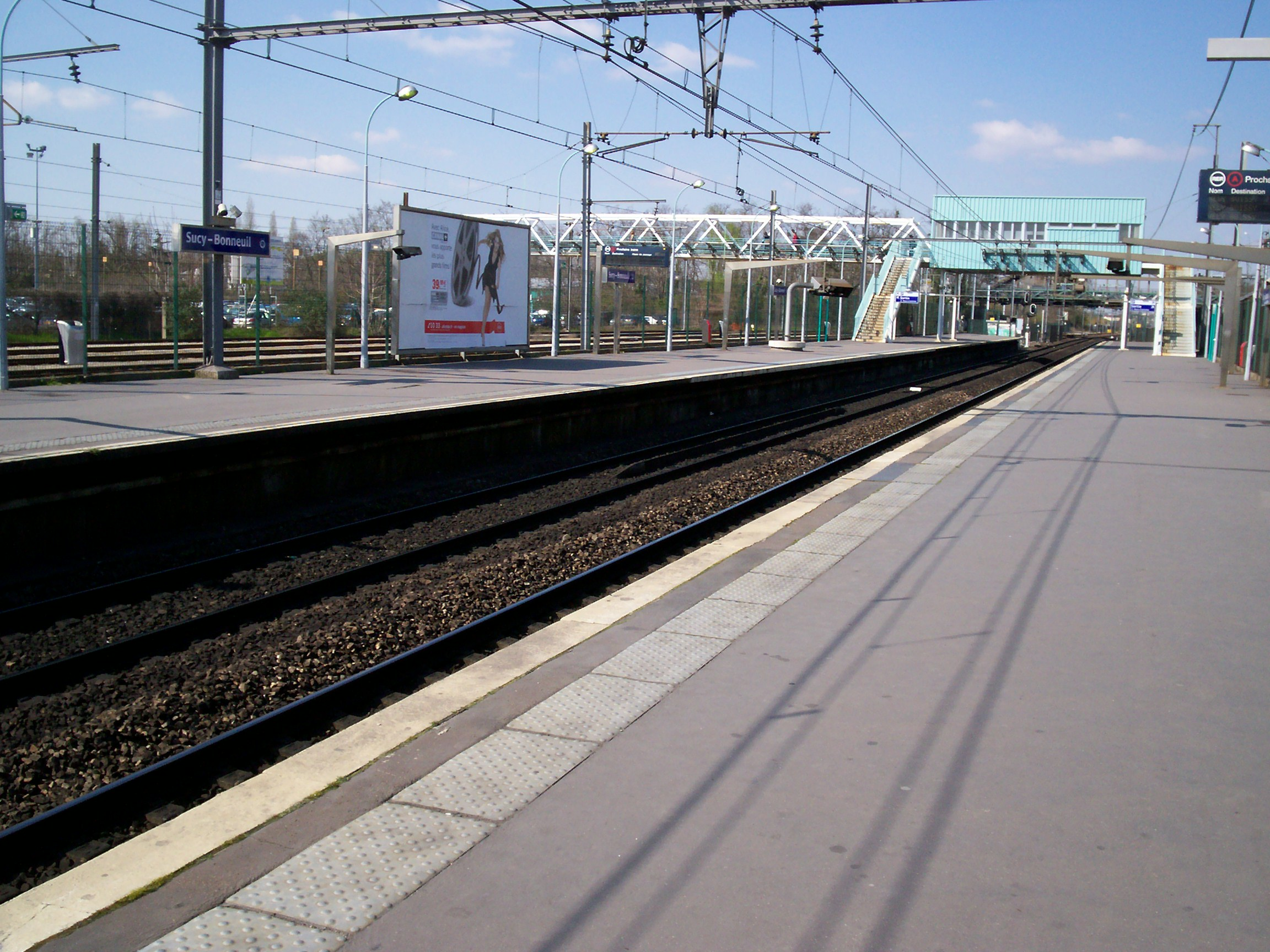
Les quais, au fond la passerelle.
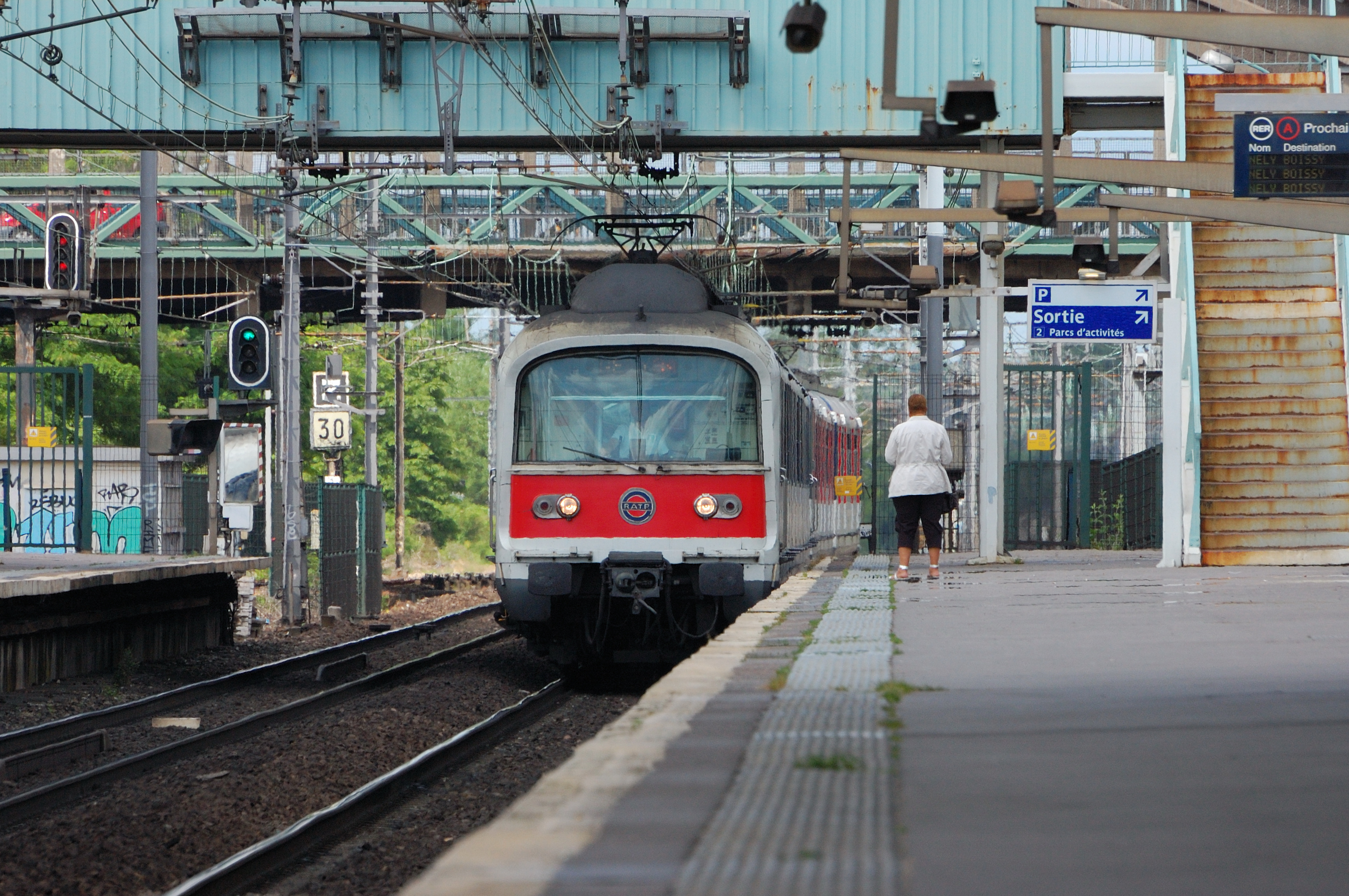
Desserte par un MS 61 en 2009.
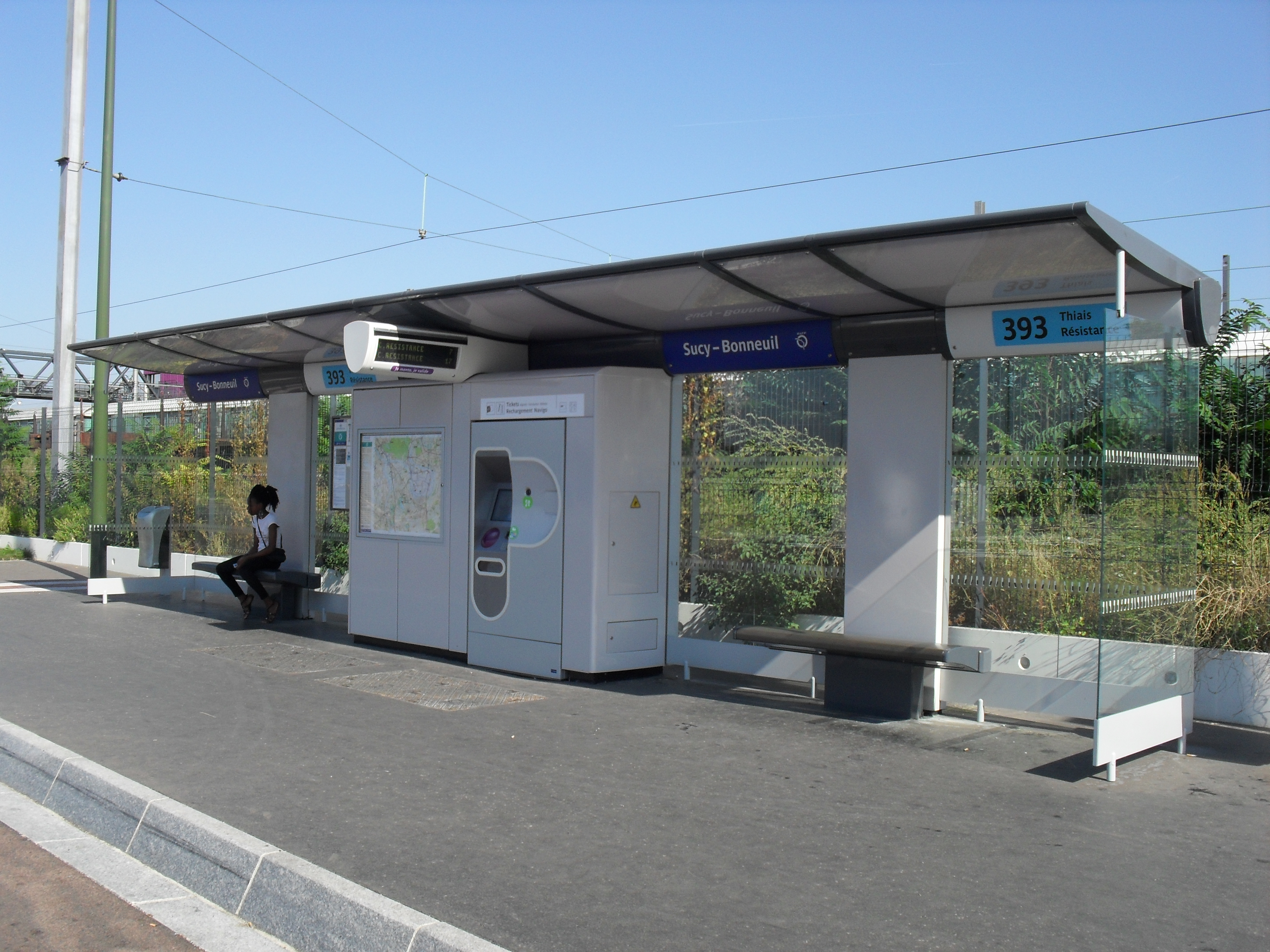
L'arrêt de départ de la ligne RATP 393.

## Projet de tram train
La SNCF a proposé un autre projet consistant en la mise en service d'un tram-train au départ de Sucy - Bonneuil. Dans le projet dévoilé en 2008, le tram-train devait emprunter les voies existantes jusqu'à Versailles-Chantiers. 
En 2011, pour tenir compte des avis qui se sont exprimés publiquement en faveur du prolongement du Tram-train Évry - Massy, devenu T12, jusqu'à Versailles-Chantiers, la SNCF a restreint sa proposition. Elle propose maintenant, comme elle l'a indiqué dans son cahier d'acteur déposé dans le cadre du débat public sur la LGV d'interconnexion sud IDF, une tangentielle de Sucy - Bonneuil à Massy - Palaiseau via Pont de Rungis (avec une correspondance à cet endroit avec le prolongement en projet de la ligne 14 du métro (M14) et la branche Pont de Rungis du RER C). Dans ce projet, la branche C2 du RER C (ayant pour terminus Massy - Palaiseau) serait remplacée par le tram-train Massy-Palaiseau - Sucy-Bonneuil qui aurait, lui, une desserte pouvant aller jusqu'à douze trains par heure.